# Nazionale femminile di calcio della Francia
La nazionale femminile di calcio della Francia è la rappresentativa calcistica femminile della Francia, gestita dalla locale federazione calcistica (FFF).
In base alla classifica emessa dalla FIFA il 12 giugno 2025, la nazionale femminile occupa il 10º posto del FIFA/Coca-Cola Women's World Ranking.
Come membro dell'UEFA partecipa a varie competizioni internazionali tra cui la coppa del mondo, il campionato d'Europa, i Giochi olimpici estivi ed alcuni tornei ad invito come l'Algarve Cup, la Cyprus Cup e la SheBelieves Cup.

## Storia

### Gli anni pionieristici

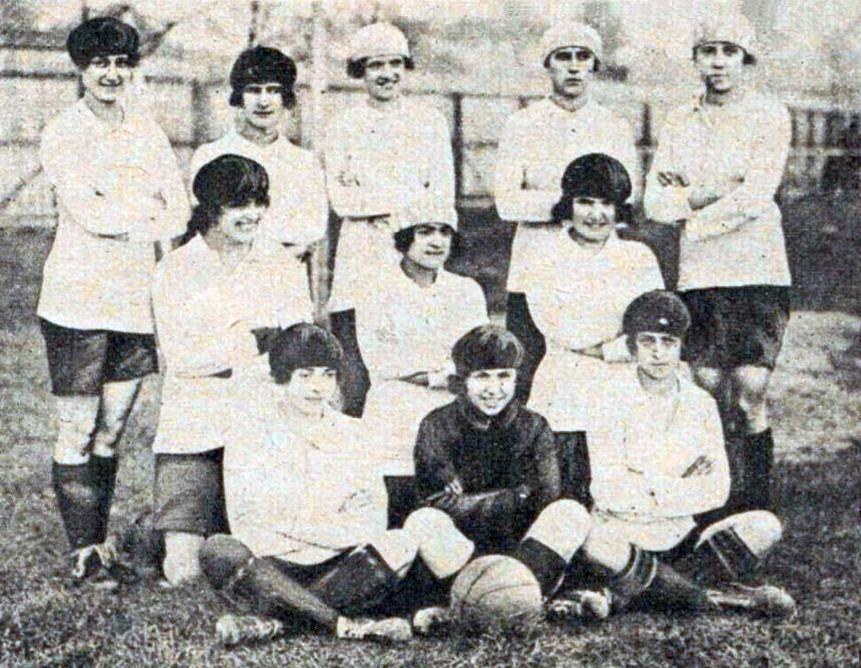
Selezione francese nell'ottobre 1920.

Nel dicembre 1917 nacque la Fédération des sociétés féminines sportives de France (FSFSF) che si occupò di organizzare le manifestazioni sportive femminili, incluso un campionato di calcio dal 1919. Nel maggio 1920 una selezione delle migliori calciatrici della FSFSF giocò in Inghilterra alcune partite contro il Dick, Kerr's Ladies Football Club. La prima partita venne giocata al Deepdale di Preston davanti a ben 25 000 spettatori, con le inglesi che vinsero per 2-0. Le francesi conclusero il tour con una vittoria, un pareggio e due sconfitte. Il 30 ottobre 1920 la partita tra la selezione francese e le inglesi del Dick, Kerr's Ladies, conclusasi sull'1-1, venne disputata allo stadio Pershing di Parigi davanti a circa 15 000 spettatori, incluso Jules Rimet, presidente della FFF. Negli anni successivi la selezione francese, gestita dalla Fédération feminine sportive de France (FFSF), disputò una serie di partite contro selezioni belghe. Nel 1937 si disputarono le ultime partite di calcio femminile in Francia e nel 1941 il governo di Vichy proibì con decreto la pratica del calcio femminile, ritenuto dannoso per lo sviluppo dello sport femminile.

### La rinascita e il riconoscimento
A partire dalla metà degli anni sessanta del XX secolo, il calcio femminile in Francia rinacque, soprattutto nell'area di Reims e nella parte nord-orientale. Il 29 marzo 1970, visto lo sviluppo del calcio femminile sia come numero di giocatrici (circa 2 170) sia come club, il Consiglio Federale della FFF riconobbe ufficialmente il calcio femminile e aprì ai club che richiedevano licenze. Una selezione francese aveva già disputato alcune partite tra il 1969 e il 1970 contro selezioni italiane e inglesi, ma fu la partita disputata il 17 aprile 1971 ad Hazebrouck contro i Paesi Bassi e vinta per 4-0 ad essere riconosciuta come prima partita ufficiale della nazionale francese sia dalla FIFA che dalla FFF. A Pierre Geoffroy, giornalista sportivo e pioniere del calcio femminile a Reims, venne affidata la guida tecnica della nazionale francese. La partita del 17 aprile 1971 contro i Paesi Bassi venne anche considerata come spareggio per l'accesso alla Coppa del Mondo, non ufficiale, prevista in Messico nel 1971 e la squadra francese ne venne informata solo a fine partita. La Coppa del Mondo si disputò nell'agosto 1971 in Messico e la Francia, perdendo le due partite della fase a gironi contro Danimarca e Italia, disputò la finale per il quinto posto, vinta contro l'Inghilterra. La nazionale francese disputò varie amichevoli nel corso degli anni settanta e inizio anni ottanta, ottenendo pochi successi rispetto alle partite giocate.
Nel biennio 1982-83 la Francia prese parte alle qualificazioni al campionato europeo 1984, concludendo al secondo posto il proprio girone alle spalle dell'Italia, unica qualificata alla fase finale. Eliminata anche dalle qualificazioni al campionato europeo 1987, la nazionale francese arrivò ai quarti di finale per l'ammissione alla fase finale nel corso delle qualificazioni al campionato europeo 1989, ma venne sconfitta nella doppia sfida dall'Italia. Otto anni dopo arrivò la prima qualificazione a una fase finale del campionato europeo: dopo aver superato la fase a gironi, la Francia superò la Finlandia nel doppio confronto dei play-off. La nazionale, guidata da Aimé Mignot, venne inserita nel gruppo A nella fase finale del campionato europeo 1997, pareggiando contro la Spagna all'esordio; nonostante la vittoria contro la Russia grazie alla tripletta di Angélique Roujas, la sconfitta contro la Svezia decretò l'eliminazione dal torneo per la peggior differenza reti rispetto alla Spagna.

### La crescita e il consolidamento

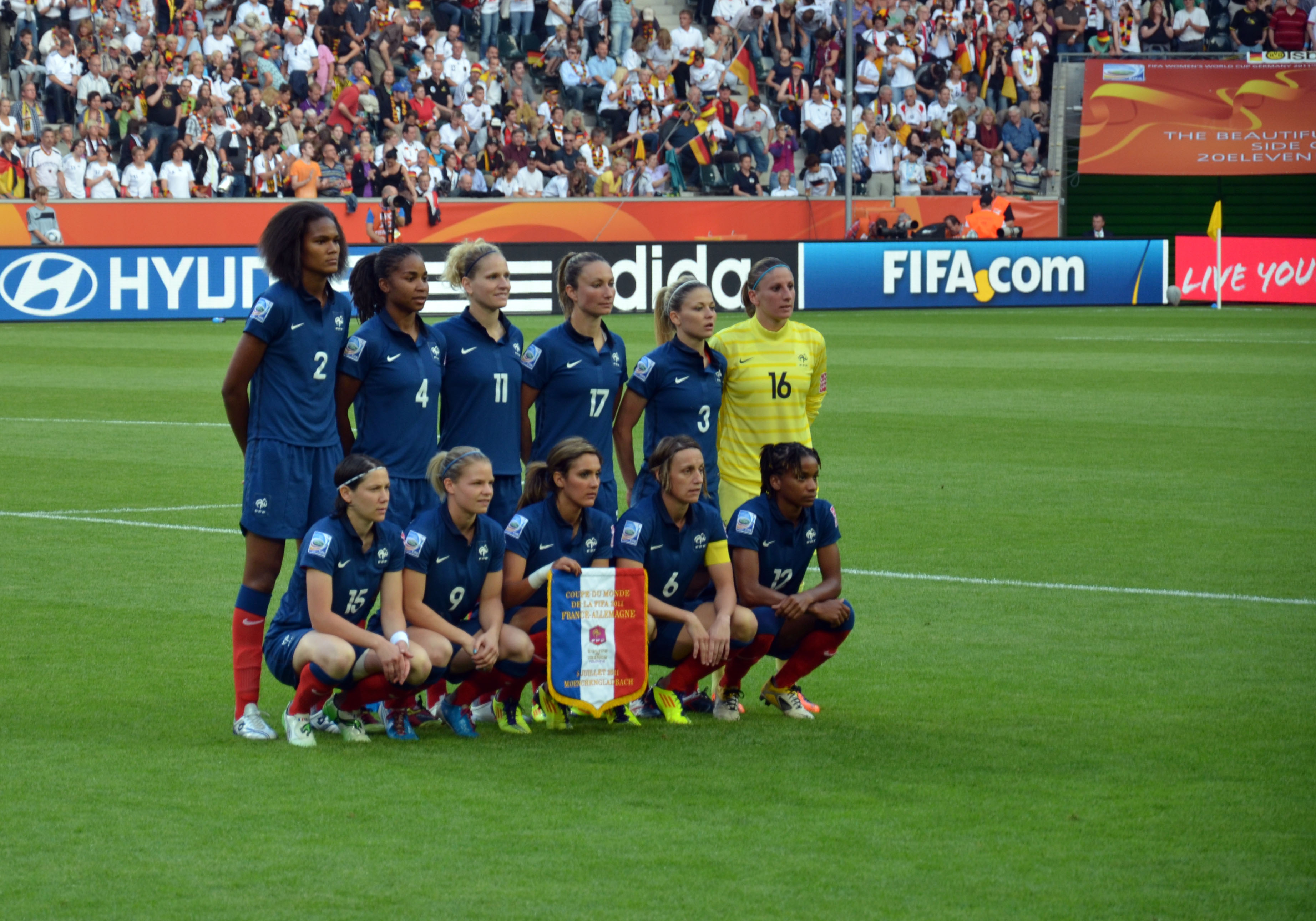
La formazione della Francia nella partita contro la Germania il 5 luglio 2011 al campionato mondiale.

Nel 1997, su impulso di Aimé Jacquet, selezionatore della nazionale maschile, venne istituito a Clairefontaine il CNFE, un centro federale per lo sviluppo del calcio femminile. Sempre nel 1997 la guida tecnica della nazionale passò a Élisabeth Loisel. Le prestazioni della nazionale andavano migliorando, tanto che nel 2002 la squadra partecipò ai play-off per l'accesso al campionato mondiale 2003. Dopo aver superato la Danimarca in semifinale, la Francia superò l'Inghilterra per 1-0 sia nella gara d'andata sia in quella di ritorno, disputata il 16 novembre 2002 allo stadio Geoffroy Guichard di Saint-Étienne davanti a 25 000 spettatori. La Francia venne sorteggiata nel girone B, esordendo con una sconfitta contro la Norvegia, seguita da una vittoria contro la Corea del Sud grazie a una rete di Marinette Pichon e un pareggio contro il Brasile, concludendo il girone al terzo posto e venendo eliminata dal torneo. L'accesso alla fase finale del campionato mondiale 2007 venne mancato nella fase a gironi delle qualificazioni, dopo aver concluso il girone 5 alle spalle dell'Inghilterra. Al campionato europeo 2009 la Francia, guidata da Bruno Bini, riuscì per la prima volta a superare la fase a gironi di una fase finale, affrontando i Paesi Bassi nei quarti di finale. La partita si concluse a reti inviolate dopo i tempi supplementari e ai tiri di rigore s'imposero le orange per 5-4.
Al campionato mondiale 2011 la nazionale francese venne inserita nel gruppo A assieme alle padrone di casa della Germania, concludendo al secondo posto proprio alle spalle delle tedesche con due vittorie e una sconfitta. Ai quarti di finale la Francia affrontò l'Inghilterra: la partita si concluse in parità sull'1-1 dopo i supplementari e venne vinta dalle francesi ai tiri di rigore grazie al rigore decisivo di Eugénie Le Sommer. In semifinale arrivò la sconfitta per 1-3 contro gli Stati Uniti e, successivamente, arrivò anche la sconfitta contro la Svezia nella finale per il terzo posto, concludendo così il torneo in quarta posizione. Grazie a questo risultato, la Francia ottenne l'accesso al torneo femminile di calcio ai Giochi di Londra 2012. Raggiunti i quarti di finale, le Bleues superarono la Svezia per 2-1, per poi essere sconfitte in semifinale dal Giappone. Anche in quest'occasione, le francesi persero la finale per il terzo posto contro il Canada, vittorioso con una rete di Diana Matheson nei minuti di recupero, concludendo al quarto posto ai piedi del podio olimpico. Sempre nel 2012 arrivò la vittoria del primo torneo col trionfo nella Cyprus Cup, torneo a inviti ospitato a Cipro, grazie alla vittoria sul Canada per 2-0 in finale. Nel 2014 arrivò il bis nella Cyprus Cup dopo aver sconfitto in finale l'Inghilterra per 2-0.

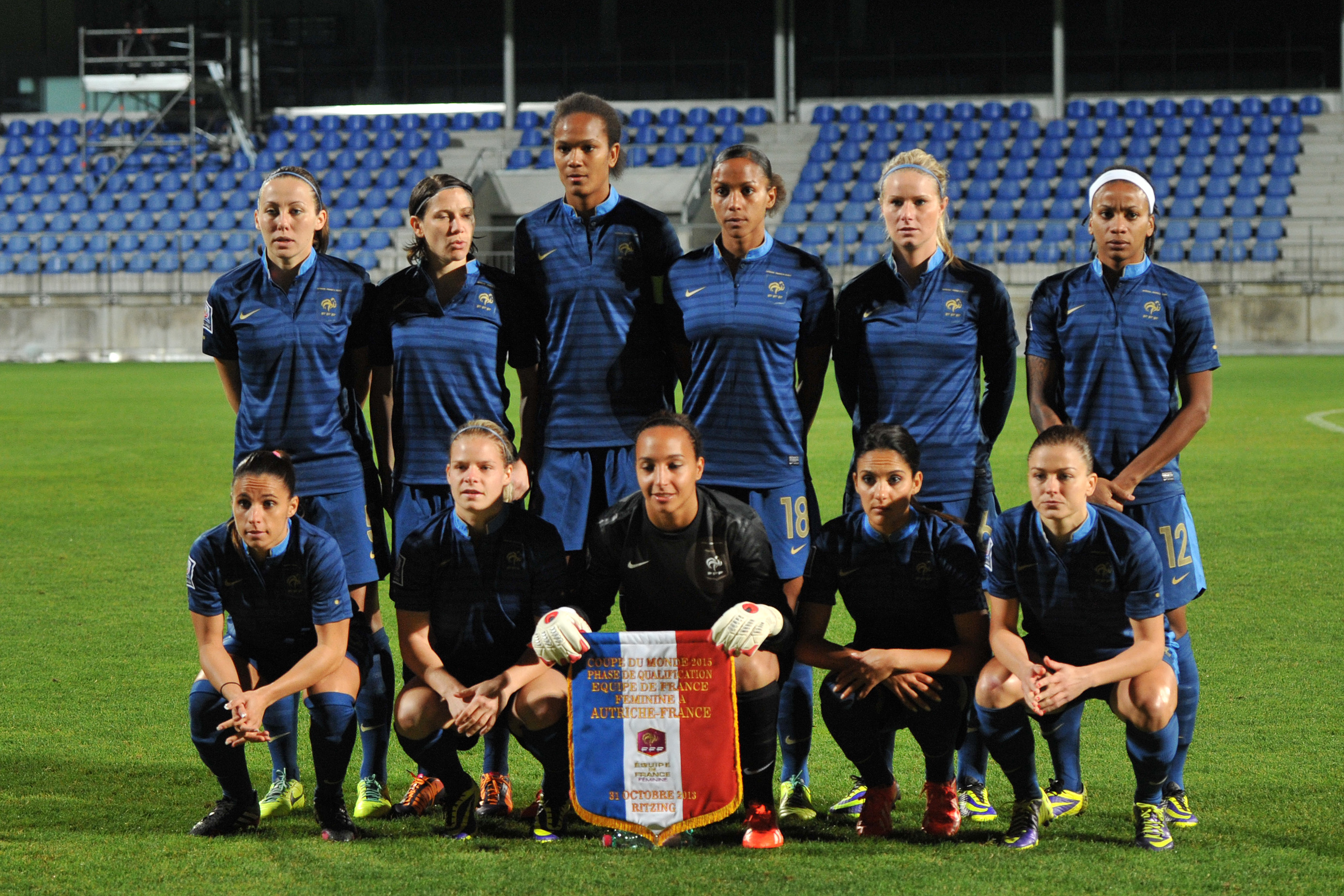
La formazione della Francia nella partita contro l'Austria il 31 ottobre 2013, valida per le qualificazioni al campionato mondiale 2015.

Al campionato europeo 2013 la Francia concluse il proprio girone al primo posto a punteggio pieno, grazie alle vittorie su Russia, Spagna e Inghilterra, ma venne poi eliminata ai quarti di finale dalla Danimarca. La sfida dei quarti si concluse in parità sull'1-1 al termine dei tempi supplementari e venne decisa in favore delle danesi dopo i tiri di rigore. Il 27 novembre 2013 in una partita valida per le qualificazioni al campionato mondiale 2015, poi concluso in testa a punteggio pieno, la Francia, guidata dal nuovo selezionatore Philippe Bergerôo, batté la Bulgaria a Le Mans per 14-0, eguagliando il proprio record di vittoria più larga ottenuto nel 1998 contro l'Algeria con analogo punteggio. Nella fase finale del mondiale di Canada 2015, la Francia superò da prima il proprio girone, nonostante una sconfitta contro la Colombia, e negli ottavi di finale sconfisse la Corea del Sud per 3-0. L'avventura canadese s'interruppe ai quarti di finale con la sconfitta ai tiri di rigore contro la Germania dopo l'errore decisivo di Claire Lavogez. Nonostante l'eliminazione ai quarti, le Bleues guadagnarono l'accesso al torneo femminile di calcio ai Giochi di Rio 2016. Come quattro anni prima fu il Canada a bloccare la strada delle francesi, che vennero sconfitte ai quarti di finale per 1-0.

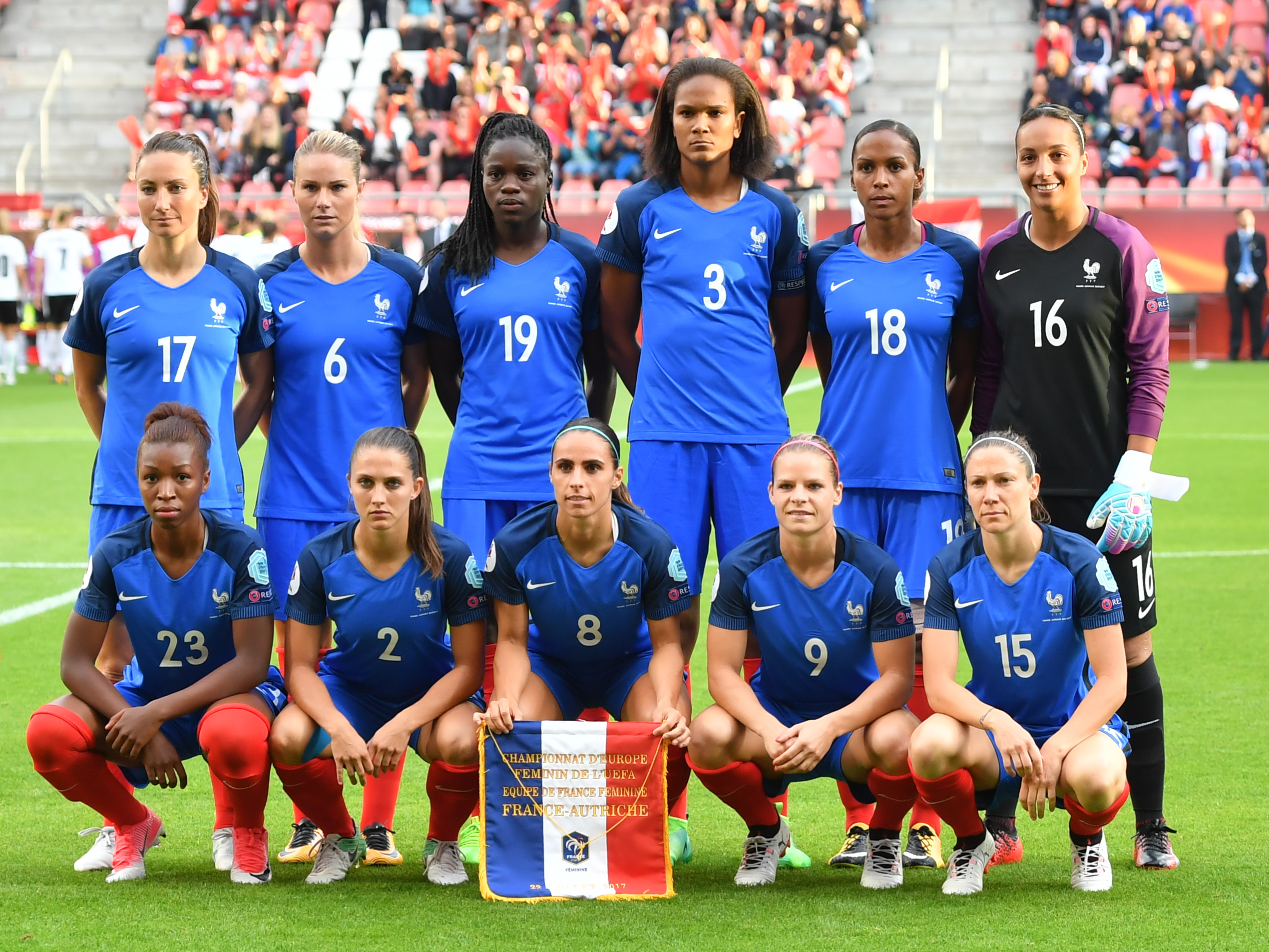
La formazione della Francia nella partita contro l'Austria il 22 luglio 2017 al campionato europeo.

Nel marzo 2017 arrivò la vittoria della SheBelieves Cup, torneo a inviti giocato negli Stati Uniti tra quattro tra le migliori nazionali del panorama internazionale. Dopo aver vinto contro l'Inghilterra e pareggiato contro la Germania, la Francia batté per 3-0 le padrone di casa statunitensi, vincendo il torneo. Come nelle due precedenti edizioni, il cammino delle francesi al campionato europeo 2017 si concluse ai quarti di finale. Dopo aver superato la fase a gironi da seconda classificata, nei quarti di finale arrivò la sconfitta per 1-0 contro l'Inghilterra grazie a una rete di Jodie Taylor, in quella che risultò essere per le inglesi la prima vittoria sulla Francia dopo 43 anni.
Il 2019 fu l'anno della prima manifestazione internazionale organizzata in Francia, dopo che la FIFA aveva assegnato proprio alla Francia l'organizzazione del campionato mondiale 2019. La nazionale, guidata da Corinne Diacre e capitanata da Amandine Henry, era tra le favorite per la vittoria finale. Inserita nel girone A, vinse tutte e tre le partite contro Corea del Sud, Norvegia e Nigeria. Negli ottavi di finale affrontò e sconfisse il Brasile dopo i tempi supplementari grazie alla rete decisiva di Henry. Il cammino delle francesi si fermò nuovamente ai quarti di finale dopo la sconfitta per 2-1 contro gli Stati Uniti grazie a una doppietta di Megan Rapinoe.

## Partecipazione ai tornei internazionali
Legenda: Grassetto: Risultato migliore, Corsivo: Mancate partecipazioni

## Statistiche dettagliate sui tornei internazionali

### Campionato mondiale
| Anno | Luogo                   | Piazzamento      | G | V | N | P | Reti  |
| ---- | ----------------------- | ---------------- | - | - | - | - | ----- |
| 1991 | Cina                    | Non qualificata  | - | - | - | - | -     |
| 1995 | Svezia                  | Non qualificata  | - | - | - | - | -     |
| 1999 | Stati Uniti             | Non qualificata  | - | - | - | - | -     |
| 2003 | Stati Uniti             | Fase a gironi    | 3 | 1 | 1 | 1 | 2-3   |
| 2007 | Cina                    | Non qualificata  | - | - | - | - | -     |
| 2011 | Germania                | 4º posto         | 6 | 2 | 1 | 3 | 10-10 |
| 2015 | Canada                  | Quarti di finale | 5 | 3 | 1 | 1 | 10-3  |
| 2019 | Francia                 | Quarti di finale | 5 | 4 | 0 | 1 | 10-4  |
| 2023 | Australia Nuova Zelanda | Quarti di finale | 5 | 3 | 2 | 0 | 12-4  |
|      |                         |                  |   |   |   |   |       |

### Campionato europeo
| Anno | Luogo             | Piazzamento      | G | V | N | P | Reti |
| ---- | ----------------- | ---------------- | - | - | - | - | ---- |
| 1984 | Europa            | Non qualificata  | - | - | - | - | -    |
| 1987 | Norvegia          | Non qualificata  | - | - | - | - | -    |
| 1989 | Germania Ovest    | Non qualificata  | - | - | - | - | -    |
| 1991 | Danimarca         | Non qualificata  | - | - | - | - | -    |
| 1993 | Italia            | Non qualificata  | - | - | - | - | -    |
| 1995 | Europa            | Non qualificata  | - | - | - | - | -    |
| 1997 | Norvegia / Svezia | Fase a gironi    | 3 | 1 | 1 | 1 | 4-5  |
| 2001 | Germania          | Fase a gironi    | 3 | 1 | 0 | 2 | 5-7  |
| 2005 | Inghilterra       | Fase a gironi    | 3 | 1 | 1 | 1 | 4-5  |
| 2009 | Finlandia         | Quarti di finale | 4 | 1 | 2 | 1 | 5-7  |
| 2013 | Svezia            | Quarti di finale | 4 | 3 | 1 | 0 | 8-2  |
| 2017 | Paesi Bassi       | Quarti di finale | 4 | 1 | 2 | 1 | 3-3  |
| 2022 | Inghilterra       | Semifinali       | 5 | 3 | 1 | 1 | 10-5 |
| 2025 | Svizzera          | Quarti di finale | 4 | 3 | 1 | 0 | 12-5 |
|      |                   |                  |   |   |   |   |      |

### Giochi olimpici
| Anno | Luogo   | Piazzamento      | G | V | N | P | Reti |
| ---- | ------- | ---------------- | - | - | - | - | ---- |
| 1996 | Atlanta | Non qualificata  | - | - | - | - | -    |
| 2000 | Sydney  | Non qualificata  | - | - | - | - | -    |
| 2004 | Atene   | Non qualificata  | - | - | - | - | -    |
| 2008 | Pechino | Non qualificata  | - | - | - | - | -    |
| 2012 | Londra  | 4º posto         | 6 | 3 | 0 | 3 | 11-8 |
| 2016 | Rio     | Quarti di finale | 4 | 2 | 0 | 2 | 7-2  |
| 2020 | Tokyo   | Non qualificata  | - | - | - | - | -    |
| 2024 | Parigi  | Quarti di finale | 4 | 2 | 0 | 2 | 6-6  |
|      |         |                  |   |   |   |   |      |

## Selezionatori

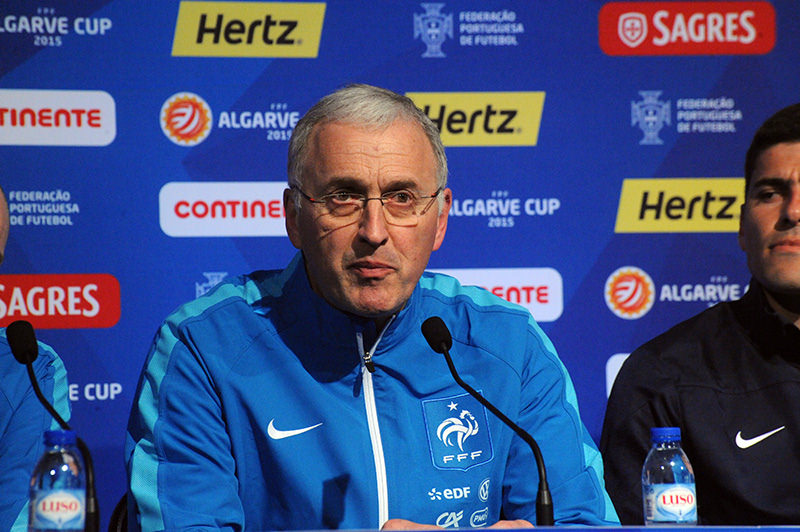
Philippe Bergerôo, selezionatore della nazionale dal 2013 al 2016.

Dati aggiornati al 3 giugno 2025.
| Nome              | Periodo   | Partite | Vittorie | Pareggi | Sconfitte | % vittorie | Palmarès               |
| ----------------- | --------- | ------- | -------- | ------- | --------- | ---------- | ---------------------- |
| Pierre Geoffroy   | 1971-1978 | 17      | 3        | 5       | 9         | 17,65%     | —                      |
| Francis Coché     | 1978-1987 | 36      | 13       | 8       | 15        | 36,11%     | —                      |
| Aimé Mignot       | 1987-1997 | 79      | 34       | 17      | 28        | 43,04%     | —                      |
| Élisabeth Loisel  | 1997-2007 | 113     | 60       | 23      | 30        | 53,10%     | —                      |
| Bruno Bini        | 2007-2013 | 98      | 68       | 16      | 14        | 69,39%     | Cyprus Cup (2012)      |
| Philippe Bergerôo | 2013-2016 | 55      | 42       | 5       | 8         | 76,36%     | Cyprus Cup (2014)      |
| Olivier Echouafni | 2016-2017 | 15      | 8        | 6       | 1         | 53,33%     | SheBelieves Cup (2017) |
| Corinne Diacre    | 2017-2023 | 82      | 57       | 7       | 8         | 79,17%     | —                      |
| Hervé Renard      | 2023-2024 | 28      | 19       | 3       | 6         | 67,86%     | —                      |
| Laurent Bonadei   | 2024-oggi | 8       | 6        | 0       | 2         | 75,00%     | —                      |

## Palmarès
- Cyprus Cup: 2

2012, 2014
- SheBelieves Cup: 1

2017

## Tutte le rose

### Coppa del Mondo
Coppa del Mondo FIFA 20031 Marty, 2 Viguier, 3 Provost, 4 Georges, 5 Diacre, 6 Soubeyrand, 7 Mugneret-Béghé, 8 Bompastor, 9 Pichon, 10 Woock, 11 Coquet, 12 Lecoufle, 13 Casseleux, 14 Dessalle, 15 Tonazzi, 16 Sapowicz, 17 Kramo, 18 Lattaf, 19 Goulois, 20 Sykora, CT: Loisel
Coppa del Mondo FIFA 20111 Deville, 2 Renard, 3 Boulleau, 4 Georges, 5 Meilleroux, 6 Soubeyrand, 7 Petit, 8 Bompastor, 9 Le Sommer, 10 Abily, 11 Lepailleur, 12 Thomis, 13 Pizzala, 14 Nécib, 15 Bussaglia, 16 Sapowicz, 17 Thiney, 18 Delie, 19 Brétigny, 20 Viguier, 21 Philippe, CT: Bini
Coppa del Mondo FIFA 20151 Deville, 2 Renard, 3 Boulleau, 4 Georges, 5 Delannoy, 6 Henry, 7 Dali, 8 Houara D'H, 9 Le Sommer, 10 Abily, 11 Lavogez, 12 Thomis, 13 Diani, 14 Nécib, 15 Bussaglia, 16 Bouhaddi, 17 Thiney, 18 Delie, 19 Mbock, 20 Butel, 21 Gérard, 22 Majri, 23 Hamraoui, CT: Bergerôo
Coppa del Mondo FIFA 20191 Durand, 2 Périsset, 3 Renard, 4 Torrent, 5 Tounkara, 6 Henry, 7 Karchaoui, 8 Geyoro, 9 Le Sommer, 10 Majri, 11 Diani, 12 Laurent, 13 Gauvin, 14 Bilbault, 15 Bussaglia, 16 Bouhaddi, 17 Thiney, 18 Asseyi, 19 Mbock Bathy, 20 Cascarino, 21 Peyraud-Magnin, 22 Debever, 23 Clémaron, CT: Diacre
Coppa del Mondo FIFA 20231 Durand, 2 Lakrar, 3 W. Renard, 4 Fazer, 5 De Almeida, 6 Tounkara, 7 Karchaoui, 8 Geyoro, 9 Le Sommer, 10 Majri, 11 Diani, 12 Matéo, 13 Bacha, 14 Toletti, 15 Dali, 16 Peyraud-Magnin, 17 Le Garrec, 18 Asseyi, 19 Feller, 20 Cascarino, 21 Becho, 22 Périsset, 23 Picaud, CT: H. Renard

### Campionato d'Europa
Campionato d'Europa UEFA 19971 Roux, 2 Hillion-Guillemin, 3 Gravier, 4 Locatelli, 5 Diacre, 6 Woock, 7 Herbert, 8 Gout, 9 Zenoni, 10 Ringler, 11 Pichon, 12 Banasiak, 13 Jacq, 14 Soubeyrand, 15 Roujas, 16 Marty, 17 Mugneret-Béghé, 18 Trognon, 19 Sykora, 20 Capy, CT: Mignot
Campionato d'Europa UEFA 20011 Lagache, 2 Sykora, 3 Woock, 4 Viguier, 5 Diacre, 6 Soubeyrand, 7 Mugneret-Béghé, 8 Blouin, 9 Zenoni, 10 Jézéquel, 11 Pichon, 12 M'Barek, 13 Kubiak, 14 Riera, 15 Roujas, 16 Marty, 17 Lecouflé, 18 Lattaf, 19 Herbert, 20 Bompastor, CT: Loisel
Campionato d'Europa UEFA 20051 Capy, 2 Viguier, 3 Provost, 4 Georges, 5 Diacre, 6 Soubeyrand, 7 Mugneret-Béghé, 8 Bompastor, 9 Pichon, 10 Herbert, 11 Dusang, 12 Abily, 13 Casseleux, 14 Nécib, 15 Thomis, 16 Deville, 17 Kramo, 18 Lattaf, 19 Bussaglia, 20 Bouhaddi, CT: Loisel
Campionato d'Europa UEFA 20091 Deville, 2 Lepailleur, 3 Meilleroux, 4 Georges, 5 Viguier, 6 Soubeyrand, 7 Petit, 8 Bompastor, 9 Herbert, 10 Abily, 11 Tonazzi, 12 Thomis, 13 Brétigny, 14 Nécib, 15 Bussaglia, 16 Bouhaddi, 17 Thiney, 18 Henry, 19 Le Sommer, 20 Blanc, 21 Diguelman, 22 Stribick-Burckel, CT: Bini
Campionato d'Europa UEFA 20131 Deville, 2 Renard, 3 Boulleau, 4 Georges, 5 Meilleroux, 6 Soubeyrand, 7 Petit, 8 Bussaglia, 9 Le Sommer, 10 Henry, 11 Soyer, 12 Thomis, 13 Catala, 14 Nécib, 15 Houara, 16 Bouhaddi, 17 Thiney, 18 Delie, 19 Brétigny, 20 Asseyi, 21 Benameur, 22 Delannoy, 23 Abily, CT: Bini
Campionato d'Europa UEFA 20171 Philippe, 2 Périsset, 3 Renard, 4 Georges, 5 Toletti, 6 Henry, 7 Le Bihan, 8 Houara, 9 Le Sommer, 10 Abily, 11 Lavogez, 12 Thomis, 13 Catala, 14 Tounkara, 15 Bussaglia, 16 Bouhaddi, 17 Thiney, 18 Delie, 19 Mbock Bathy, 20 Diani, 21 Gérard, 22 Karchaoui, 23 Geyoro, CT: Echouafni
Campionato d'Europa UEFA 20221 Chavas, 2 Palis, 3 Renard, 4 Torrent, 5 Tounkara, 6 Toletti, 7 Karchaoui, 8 Geyoro, 9 Katoto, 10 Matéo, 11 Diani, 12 Malard, 13 Bacha, 14 Bilbault, 15 Dali, 16 Lerond, 17 Baltimore, 18 Sarr, 19 Mbock Bathy, 20 Cascarino, 21 Peyraud-Magnin, 22 Périsset, 23 Cissoko, CT: Diacre
Campionato d'Europa UEFA 20251 Lerond, 2 Lakrar, 3 Sombath, 4 Samoura, 5 De Almeida, 6 Toletti, 7 Karchaoui, 8 Geyoro, 9 Malard, 10 Majri, 11 Diani, 12 Katoto, 13 Bacha, 14 Matéo, 15 Gago, 16 Peyraud-Magnin, 17 Baltimore, 18 Jean-François, 19 Mbock Bathy, 20 Cascarino, 21 Picaud, 22 N'Dongala, 23 Bogaert, CT: Bonadei

### Giochi olimpici estivi
Calcio ai Giochi Olimpici Estivi 20121 Deville, 2 Renard, 3 Boulleau, 4 Georges, 5 Meilleroux, 6 Soubeyrand, 7 Franco, 8 Bompastor, 9 Le Sommer, 10 Abily, 11 Delie, 12 Thomis, 13 Catala, 14 Nécib, 15 Bussaglia, 16 Viguier, 17 Thiney, 18 Bouhaddi, CT: Bini
Calcio ai Giochi Olimpici Estivi 20161 Gérard, 2 Mbock, 3 Renard, 4 Karchaoui, 5 Delannoy, 6 Henry, 7 Majri, 8 Houara, 9 Le Sommer, 10 Abily, 11 Lavogez, 12 Thomis, 13 Diani, 14 Nécib, 15 Bussaglia, 16 Bouhaddi, 17 Hamraoui, 18 Delie, CT: Bergerôo
Calcio ai Giochi Olimpici Estivi 20241 Picaud, 2 Lakrar, 3 Renard, 4 E. Cascarino, 5 De Almeida, 6 Henry, 7 Karchaoui, 8 Geyoro, 9 Le Sommer, 10 D. Cascarino, 11 Diani, 12 Katoto, 13 Bacha, 14 Toletti, 15 Dali, 16 Peyraud-Magnin, 17 Baltimore, 18 Mbock Bathy, CT: Renard

## Rosa
Lista delle 23 giocatrici convocate dal selezionatore Laurent Bonadei per il campionato europeo 2025. Presenze e reti aggiornate al momento della convocazione.
|  | P | Justine Lerond          | 29 febbraio 2000 (25 anni) | 0   | 0  | Montpellier         |  |  |
|  | P | Pauline Peyraud-Magnin  | 17 marzo 1992 (33 anni)    | 64  | 0  | Juventus            |  |  |
|  | P | Constance Picaud        | 5 luglio 1998 (26 anni)    | 12  | 0  | Fleury              |  |  |
|  |   |                         |                            |     |    |                     |  |  |
|  | D | Selma Bacha             | 9 novembre 2000 (24 anni)  | 44  | 3  | Olympique Lione     |  |  |
|  | D | Lou Bogaert             | 25 giugno 2004 (21 anni)   | 3   | 0  | Paris FC            |  |  |
|  | D | Elisa De Almeida        | 11 gennaio 1998 (27 anni)  | 42  | 5  | Paris Saint-Germain |  |  |
|  | D | Maëlle Lakrar           | 27 maggio 2000 (25 anni)   | 28  | 3  | Real Madrid         |  |  |
|  | D | Griedge Mbock Bathy     | 26 febbraio 1995 (30 anni) | 91  | 8  | Paris Saint-Germain |  |  |
|  | D | Melween N'Dongala       | 6 settembre 2004 (20 anni) | 2   | 0  | Paris FC            |  |  |
|  | D | Thiniba Samoura         | 11 febbraio 2004 (21 anni) | 6   | 0  | Paris Saint-Germain |  |  |
|  | D | Alice Sombath           | 16 ottobre 2003 (21 anni)  | 2   | 0  | Olympique Lione     |  |  |
|  |   |                         |                            |     |    |                     |  |  |
|  | C | Sandy Baltimore         | 19 febbraio 2000 (25 anni) | 42  | 9  | Chelsea             |  |  |
|  | C | Grace Geyoro            | 2 luglio 1997 (28 anni)    | 97  | 19 | Paris Saint-Germain |  |  |
|  | C | Oriane Jean-François    | 14 agosto 2001 (23 anni)   | 12  | 0  | Chelsea             |  |  |
|  | C | Sakina Karchaoui        | 26 gennaio 1996 (29 anni)  | 87  | 2  | Paris Saint-Germain |  |  |
|  | C | Amel Majri              | 25 gennaio 1993 (32 anni)  | 79  | 12 | Olympique Lione     |  |  |
|  | C | Sandie Toletti          | 13 luglio 1995 (29 anni)   | 67  | 3  | Real Madrid         |  |  |
|  |   |                         |                            |     |    |                     |  |  |
|  | A | Delphine Cascarino      | 5 febbraio 1997 (28 anni)  | 75  | 14 | San Diego Wave      |  |  |
|  | A | Kadidiatou Diani        | 1º aprile 1995 (30 anni)   | 112 | 30 | Olympique Lione     |  |  |
|  | A | Kelly Gago              | 5 gennaio 1999 (26 anni)   | 5   | 1  | Everton             |  |  |
|  | A | Marie-Antoinette Katoto | 1º novembre 1998 (26 anni) | 53  | 37 | Paris Saint-Germain |  |  |
|  | A | Melvine Malard          | 28 giugno 2000 (25 anni)   | 27  | 6  | Manchester United   |  |  |
|  | A | Clara Matéo             | 28 novembre 1997 (27 anni) | 35  | 7  | Paris FC            |  |  |

## Record individuali
Dati aggiornati al 3 giugno 2025; in grassetto le calciatrici ancora in attività.

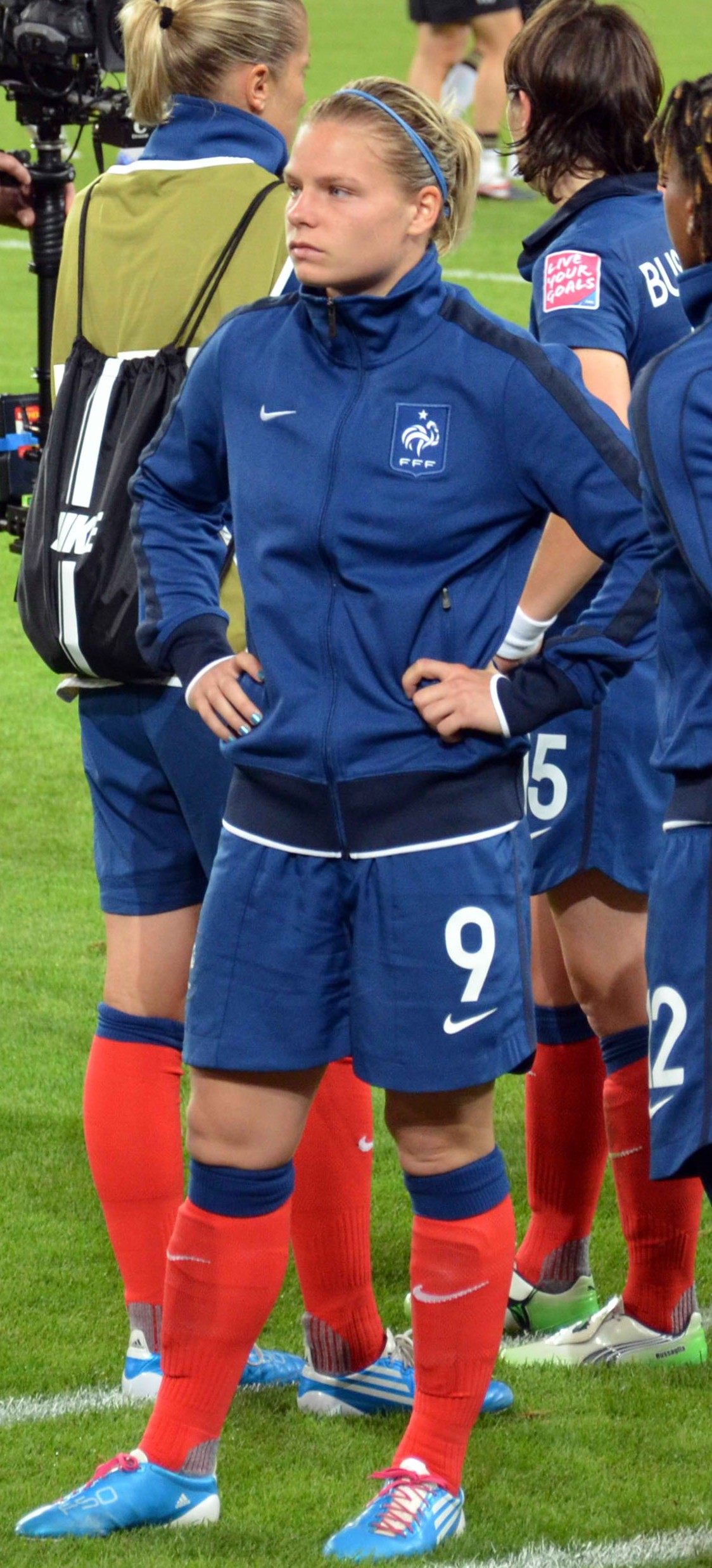
Eugénie Le Sommer, primatista di presenze e reti con la nazionale francese.

| #  | Giocatore           | Periodo   | Pres. | Reti |
| -- | ------------------- | --------- | ----- | ---- |
| 1  | Eugénie Le Sommer   | 2009-     | 200   | 94   |
| 2  | Sandrine Soubeyrand | 1997-2013 | 198   | 17   |
| 3  | Élise Bussaglia     | 2003-2019 | 192   | 30   |
| 4  | Laura Georges       | 2001-2018 | 188   | 7    |
| 5  | Camille Abily       | 2001-2017 | 183   | 37   |
| 6  | Wendie Renard       | 2011-     | 168   | 39   |
| 7  | Gaëtane Thiney      | 2007-2019 | 163   | 58   |
| 8  | Sonia Bompastor     | 2000-2012 | 156   | 19   |
| 9  | Sarah Bouhaddi      | 2004-2020 | 149   | 0    |
| 10 | Louisa Nécib        | 2005-2016 | 145   | 36   |

| #  | Giocatore               | Periodo   | Reti | Pres. | Reti/pr. |
| -- | ----------------------- | --------- | ---- | ----- | -------- |
| 1  | Eugénie Le Sommer       | 2009-     | 94   | 200   | 0,47     |
| 2  | Marinette Pichon        | 1994-2008 | 81   | 112   | 0,72     |
| 3  | Marie-Laure Delie       | 2009-2017 | 65   | 123   | 0,53     |
| 4  | Gaëtane Thiney          | 2007-2019 | 58   | 163   | 0,36     |
| 5  | Wendie Renard           | 2011-     | 39   | 168   | 0,23     |
| 6  | Marie-Antoinette Katoto | 2018-     | 37   | 53    | 0,7      |
| 7  | Camille Abily           | 2001-2017 | 37   | 183   | 0,2      |
| 8  | Louisa Nécib            | 2005-2016 | 36   | 145   | 0,25     |
| 9  | Élodie Thomis           | 2005-2017 | 32   | 141   | 0,23     |
| 10 | Hoda Lattaf             | 1997-2007 | 31   | 111   | 0,28     |